# Знак «50 років перебування в КПРС»
"Знак "50 років перебування в КПРС", заснований в 1981 році Центральним Комітетом Комуністичної Партії. Вручався знак особам, стаж яких в партії становив від 50 років і більше. Разом зі знаком вручалося і відповідне посвідчення, яке підтверджує право на носіння знака. Найчастіше зустрічаються документи із зазначеним роком вступу в КПРС з 40-х років, можливо кінець 30-х, пов'язано це з тим що потенційні кандидати на отримання знаку, що вступили в партію раніше, просто не дожили до моменту заснування знака "50 років у КПРС".
Знак "50 років у КПРС" виготовляли на Московському монетному дворі. Знак зроблено зі срібла і позолочений, вага 4 г, розмір 15 х 17 мм. Знак має округлу форму, у центрі зображено медальйон з цифрами "50" покритий гарячою емаллю сірого кольору, медальйон обрамлений вінком з колосків пшениці. Внизу розташована зірка, покрита червоною емаллю. У верхній та правій частині розташовано прапор з написом "КПСС", так само покритий червоною емаллю. Знак вручався в спеціальній коробочці з прозорою кришкою.
На реверсі знака розташована заколка, для кріплення до одягу, внизу розташоване клеймо Московського монетного двору у вигляді вензеля. Зустрічаються два типу клейма: звичайне і у вигляді вензеля в пунктирному колі (пізніше).
Рідше зустрічалися знаки виготовлені з бронзи, вкриті холодної емаллю і фарбою, і алюмінієві знаки.

## Історія створення
Цей знак був створений спеціально для Генерального Секретаря ЦК КПРС Леоніда Брежнєва у 1981 році та саме для нього був виготовлений із золота. Потім цей знак вручали усім членам КПРС котрі перебували у партії 50 років.